# London (Schiff, 1864)
Die London war ein 1864 in Dienst gestelltes Passagierschiff der britischen Reederei Money Wigram & Sons, das für den Personen-  und Güterverkehr zwischen Großbritannien und Australien gebaut wurde. Am 11. Januar 1866 sank die London in einem Sturm in der Biskaya, wobei 220 der 239 an Bord befindlichen Passagiere und Besatzungsmitglieder ums Leben kamen.

## Das Schiff
Das 1.652 BRT große, aus Eisen gebaute Dampfschiff London entstand 1864 auf der Werft Money Wigram & Sons im Londoner Stadtteil Blackwall. Das 84,3 Meter lange und 10,9 Meter breite Schiff hatte drei Masten, zwei Decks, einen Schornstein und war mit einer Verbunddampfmaschine von Humphrys, Tennant and Dykes ausgestattet, die 200 nominelle PS leistete und eine Geschwindigkeit von 9 Knoten ermöglichte. Wie zu ihrer Zeit üblich, war es zudem mit Segeln ausgestattet. Die Passagierkapazität lag bei 92 Reisenden in der Ersten und 225 in der Zweiten Klasse. Hinzu kamen 90 Besatzungsmitglieder.
Die London wurde für den Passagier- und Frachtverkehr von England über Südafrika nach Australien gebaut. Sie lief am 20. Juli 1864 vom Stapel (getauft von Miss Wyndham), absolvierte am 23. September 1864 ihre Probefahrten und lief am 23. Oktober 1864 unter dem Kommando von Kapitän John Bohun Martin zu ihrer Jungfernfahrt von London nach Melbourne (Australien) aus. Am 21. November 1864 ging ein Mann über Bord, der nicht mehr gerettet werden konnte. Am 8. Januar 1865 gab es in Melbourne einen Tag der offenen Tür, an dem das Schiff besichtigt werden konnte.

## Der Untergang

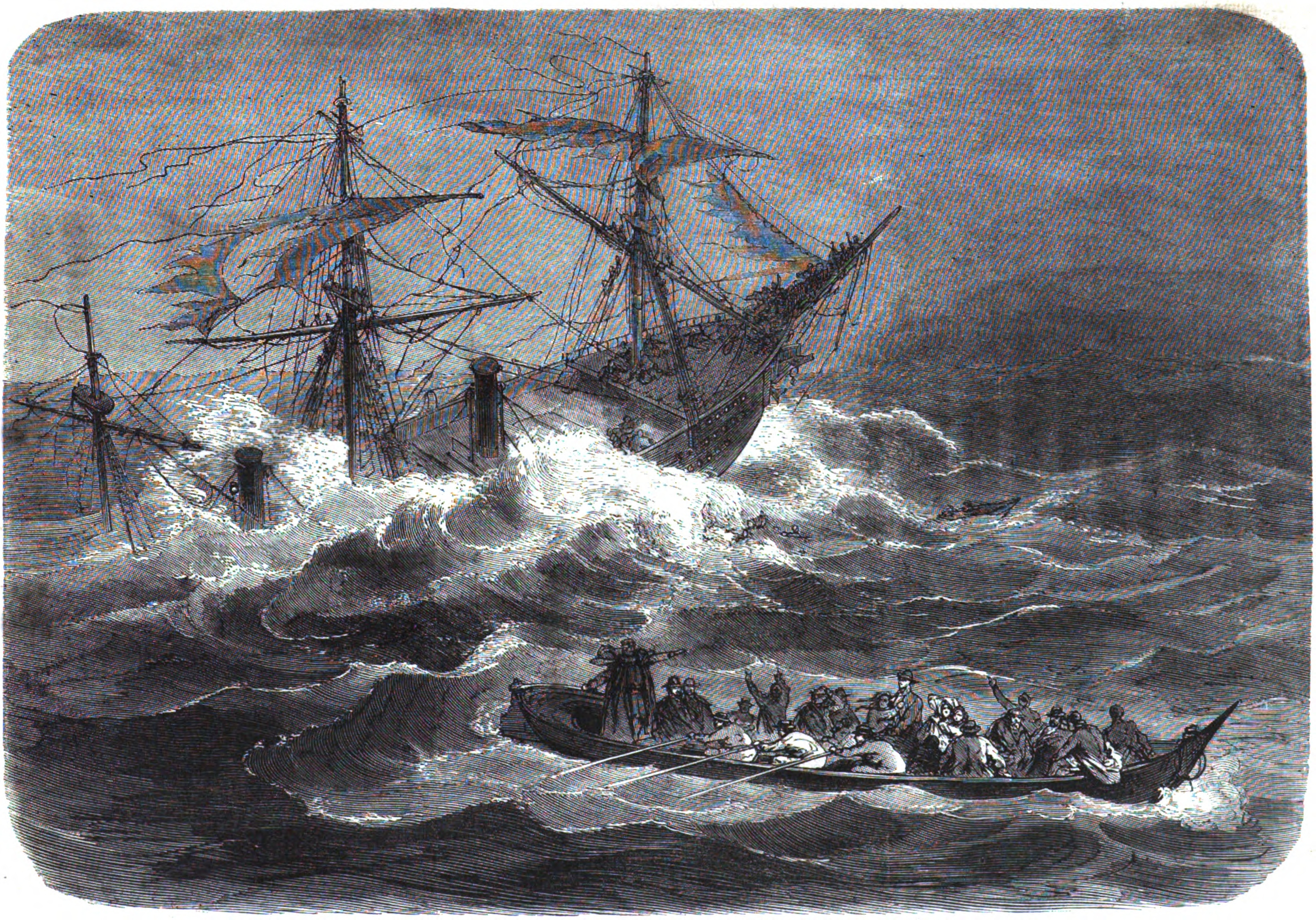
Der Untergang der London im Golf von Biskaya.

Am Mittwoch, dem 13. Dezember 1865, legte die London in Gravesend (England) erneut unter dem Kommando von Kapitän John Martin zu einer weiteren Überfahrt nach Melbourne ab. Der Zwischenstopp in Plymouth wurde verzögert, da sie wegen schlechten Wetters zunächst vor Spithead in der Nähe von Portsmouth vor Anker gehen musste. Nachdem sie dann doch noch in Plymouth anlegen konnte, legte sie am 6. Januar 1866 zur Weiterfahrt ab.
Am 10. Januar hatte die London den Golf von Biskaya erreicht, wo sie in einen schweren Sturm geriet. Die Situation war so gefährlich, dass sich Kapitän Martin dazu entschied, die Reise abzubrechen und nach Plymouth zurückzukehren. Nach der Kursänderung rollte der Dampfer schwer in der aufgewühlten See und Seewasser begann, in den Rumpf einzudringen. Die Wassermassen drangen in die unteren Decks, fluteten schließlich den Maschinenraum und löschten die Feuer in den Kesseln.
Der Chefingenieur und seine Maschinisten blieben so lange im Maschinenraum, bis es offensichtlich wurde, dass die Maschinen keine Leistung mehr bringen würden. Kapitän Martin erklärte das Schiff für verloren und befahl Passagiere und Mannschaft in die Rettungsboote. Von den anfangs an Bord befindlichen Booten konnte nur noch eines zu Wasser gelassen werden. Obwohl es nur für zwölf Personen bestimmt war, nahmen 16 Besatzungsmitglieder und drei Passagiere, allesamt Männer, darin Platz.
Stürmische Wellen schlugen über dem Schiff zusammen und ließen es voll laufen. Kurz nach dem Ablegen des Boots ging die London unter. Die 19 Menschen in dem Boot waren die einzigen Überlebenden des Untergangs. Alle anderen an Bord befindlichen Personen, darunter alle Frauen und Kinder, kamen ums Leben. Die Überlebenden wurden am 12. Januar von der italienischen Bark Marianople gerettet und am 16. Januar in Falmouth an Land gebracht.
Unter den Todesopfern befanden sich Gustavus Vaughan Brooke (1818–1866), ein prominenter irischer Bühnenschauspieler, der vor allem in Stücken von William Shakespeare brilliert hatte; John Debenham, Sohn von William Debenham, dem Gründer von Debenhams, einem der größten Kaufhäuser Großbritanniens; James und Elizabeth Bevan, Eltern von James Bevan, dem ersten internationalen walisischen Kapitän der Rugby Union; John Woolley, Akademiker und erster Direktor der Universität Sydney; Rev. Daniel James Draper (1810–1866), hochrangiger Angehöriger der methodistischen Kirche und Delegierter der Australasian Conference sowie Catherine Brewer Chapman, Ehefrau des neuseeländischen Richters und Politikers Henry Samuel Chapman mit drei gemeinsamen Kindern. Gustavus Brookes letzte Worte sollen ein Gruß an die Einwohner von Melbourne gewesen sein. Er war auf Einladung von George Coppin auf dem Weg zu einem zweijährigen Engagement in Australien gewesen. Draper und zwei andere Geistliche beteten, umrundet von Passagieren, während sie an den Pumpen arbeiteten.

## Nachspiel
Der schottische Dichter William McGonagall, der viele Schiffsunglücke seiner Zeit wie den Untergang der Mohegan 1898 oder den der Stella 1899 in Gedichten festhielt, verarbeitete auch den Untergang der London in einem Gedicht mit dem Titel The Wreck of the Steamer „London“ While on her Way to Australia.
Der Board of Trade untersuchte den Untergang. Es gab mehrere Faktoren, die laut der Untersuchungskommission zu dem Unglück beigetragen hatten. Zum einen der Umstand, dass sich Kapitän Martin zu einer Rückkehr nach Plymouth entschlossen hatte und somit den Sturm nicht hinter sich ließ, sondern in dessen Zentrum zurückkehrte. Weiterhin soll die Überladung des Schiffs mit 345 Tonnen Baumaterial für den Eisenbahnbau eine Rolle gespielt haben. Außerdem haben sich 50 Tonnen Kohle, die an Deck gelagert wurden, durch den Sturm losgerissen und die Speigatten verstopft, wodurch verhindert wurde, dass überkommendes Wasser abfließen konnte.